# آدنا چافی
آدنا چافی (انگلیسی: Adna Chaffee; ۱۴ آوریل ۱۸۴۲ – ۱ نوامبر ۱۹۱۴) سپهبد نیروی زمینی ایالات متحده آمریکا بود، که در فاصله سال‌های ۱۹۰۴ تا ۱۹۰۶ به‌عنوان دومین رئیس ستاد نیروی زمینی ایالات متحده آمریکا فعالیت می‌کرد. وی از ۱۹۰۱ تا ۱۹۰۲ فرماندار کل فیلیپین بود.
چافی فعالیت نظامی را از سال ۱۸۶۱ در نیروی زمینی آمریکا آغاز کرد. وی در  جنگ داخلی آمریکا، جنگ‌های سرخ‌پوستان، جنگ آمریکا و اسپانیا، شورش مشت‌زن‌ها و جنگ فیلیپین و آمریکا حضور داشت و در سال ۱۹۰۶ پس از ۴۵ سال از نیروهای مسلح آمریکا بازنشسته شد. پسر وی؛ سرلشکر آدنا چافی جونیور بود، که به‌عنوان پدر زرهی ایالات متحده آمریکا شناخته می‌شود.